# 德米特里·梅德韦杰夫
德米特里·阿纳托利耶维奇·梅德韦杰夫（俄语：Дмитрий Анатольевич Медведев，羅馬化：Dmitriy Anatolʼyevich Medvedev，發音：[ˈdmʲitrʲɪj ɐnɐˈtolʲjɪvʲɪtɕ mʲɪˈdvʲedʲɪf] ⓘ，1965年9月14日—），俄罗斯政治人物，学者，教授。現任国家安全会议副主席兼統一俄羅斯党主席。曾任第3任總统、第10任總理、第一副总理、俄白联盟国部长会议主席、俄罗斯天然气工业股份公司董事会主席。

## 早年生活
梅德維傑夫出生於教授之家，並在庫布奇諾長大，是列寧格勒的無產階級。
1987年在列寧格勒國立大學（现聖彼得堡國立大學）获得法律学位（和安德烈·伊凡諾夫、尼科萊·維尼辛科和康斯坦丁·崔辛科同期畢業），1990年获得副博士学位，留校担任副教授，同时担任列宁格勒市苏维埃主席顾问。他的其中一位教授便是聖彼得堡市市長阿納托利·亞歷山德洛維奇·索布恰克，稍後梅氏參加了索布恰克的市長選舉運動。1990年他在列寧格勒自治蘇維埃人民議會工作。1991年至1999年間他在母校（圣彼得堡州立大学）担任教授。1991年至1999年任列宁格勒州立大学讲师，同时还担任圣彼得堡市政府的法律顾问。
苏联解体后，梅德韦杰夫担任圣彼得堡市政府外事委员会专家顾问，因而与时任圣彼得堡主管外事工作的副市长普京结识。1993年11月，梅氏成為木材企業 Ilim Pulp 的法务主任。1998年，他被選為布拉特斯基LPK紙磨坊的董事。1999年，梅氏離任Ilim Pulp。

## 政治生涯

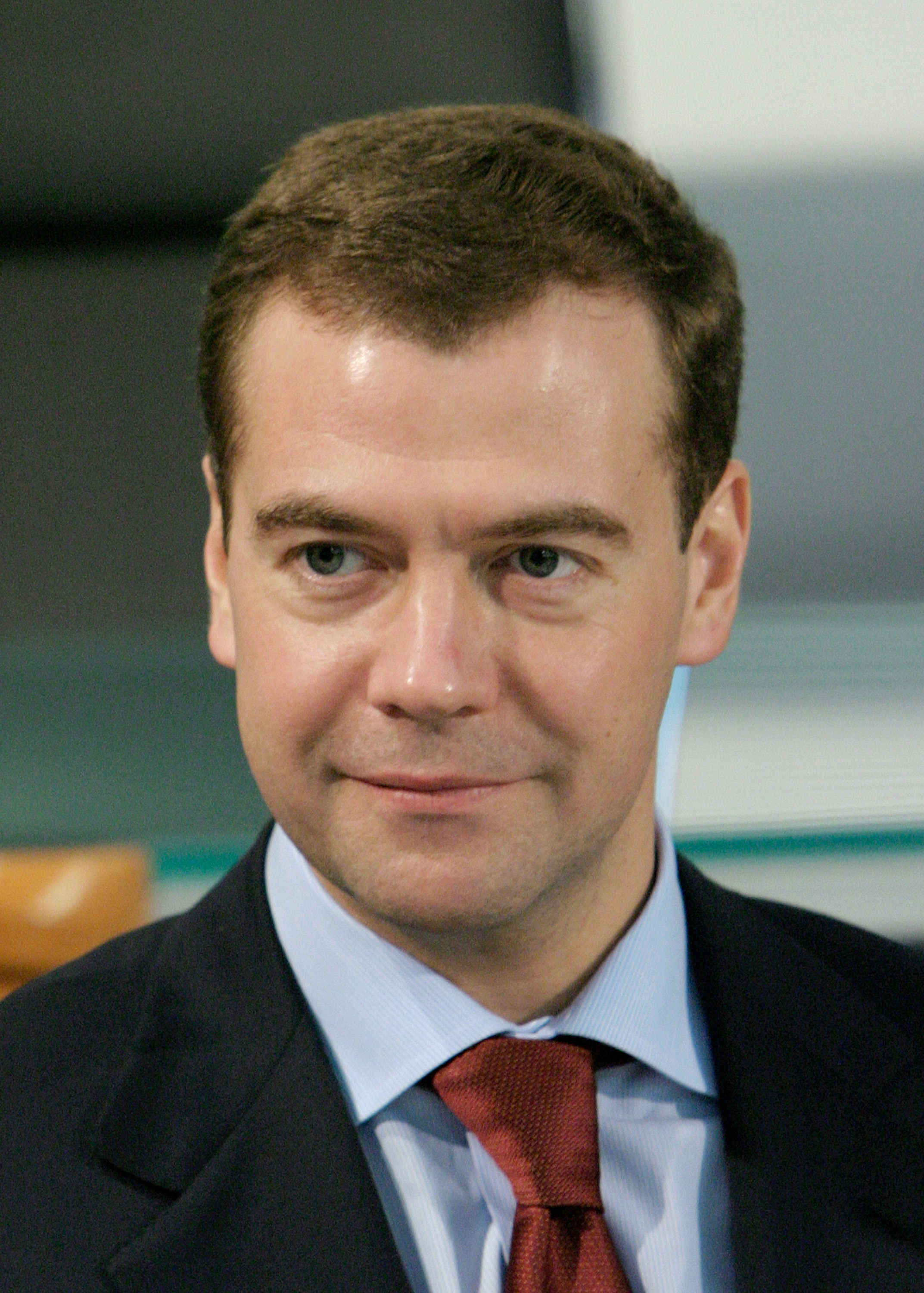
梅德維傑夫，攝於2006年12月

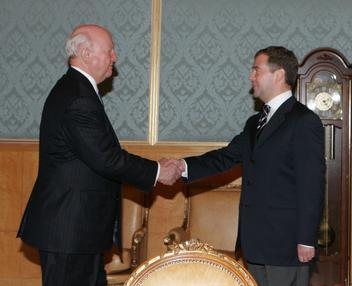
梅德韋傑夫（右）與美國能源部部長山繆·包德曼會晤。

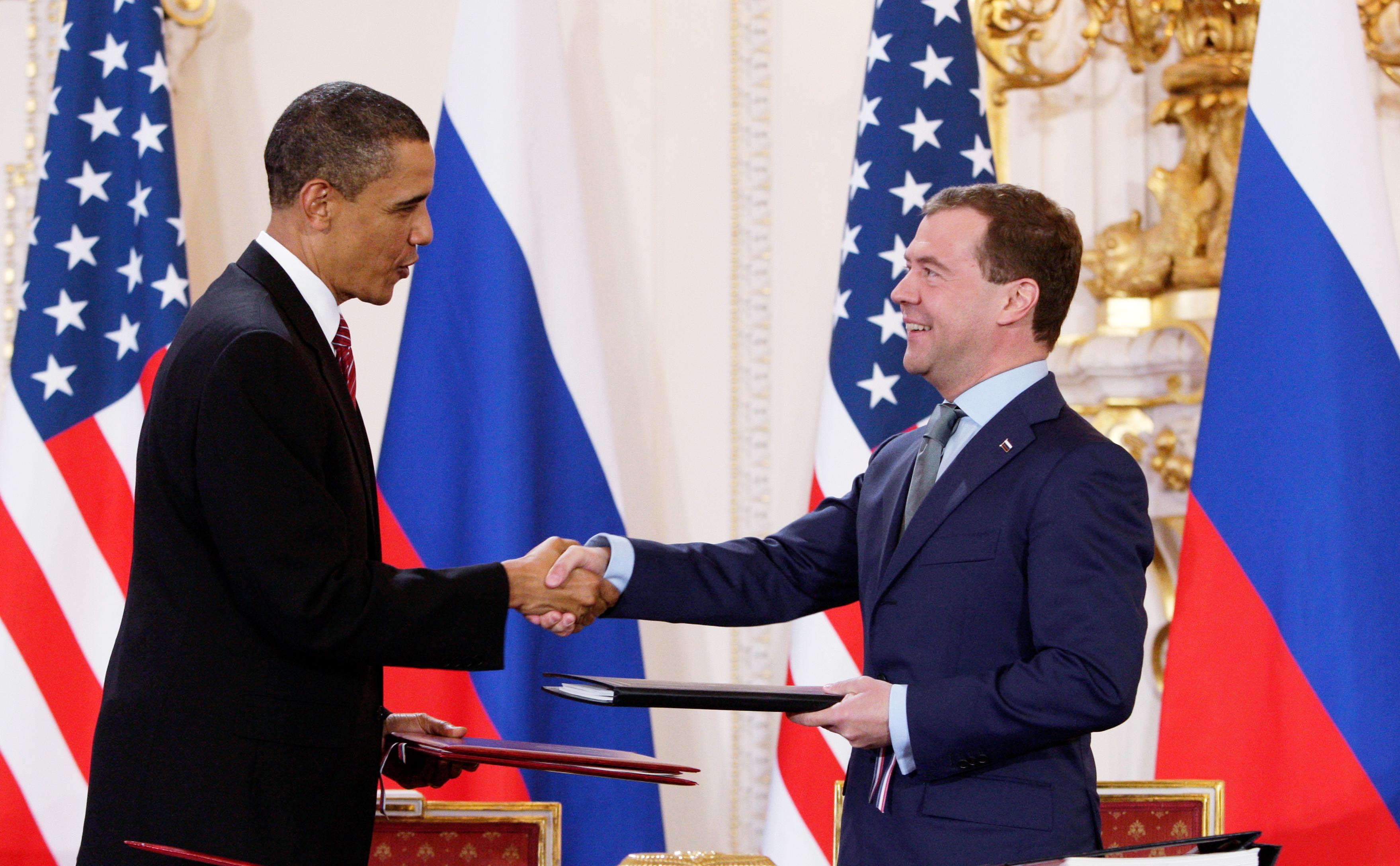
2010年4月，奥巴马与梅德韦杰夫签署削减核武器的《布拉格条约》

1999年，普京被任命为俄罗斯总理后，命梅德韦杰夫出任俄罗斯联邦政府办公厅副主任，安排其日常行程。不久，普京出任代总统，梅德韦杰夫也随之出任俄罗斯联邦总统办公厅副主任。
2000年－2001年，梅德韦杰夫被任命兼任国有控股企业俄罗斯天然气工业股份公司董事会主席。2001年－2002年任俄气董事会副主席，2002年再次担任俄气董事会主席。2003年10月，梅德韦杰夫升任总统办公厅主任。2005年11月，梅德韦杰夫被任命为俄罗斯联邦政府第一副总理。

### 总统任期（2008-2012）

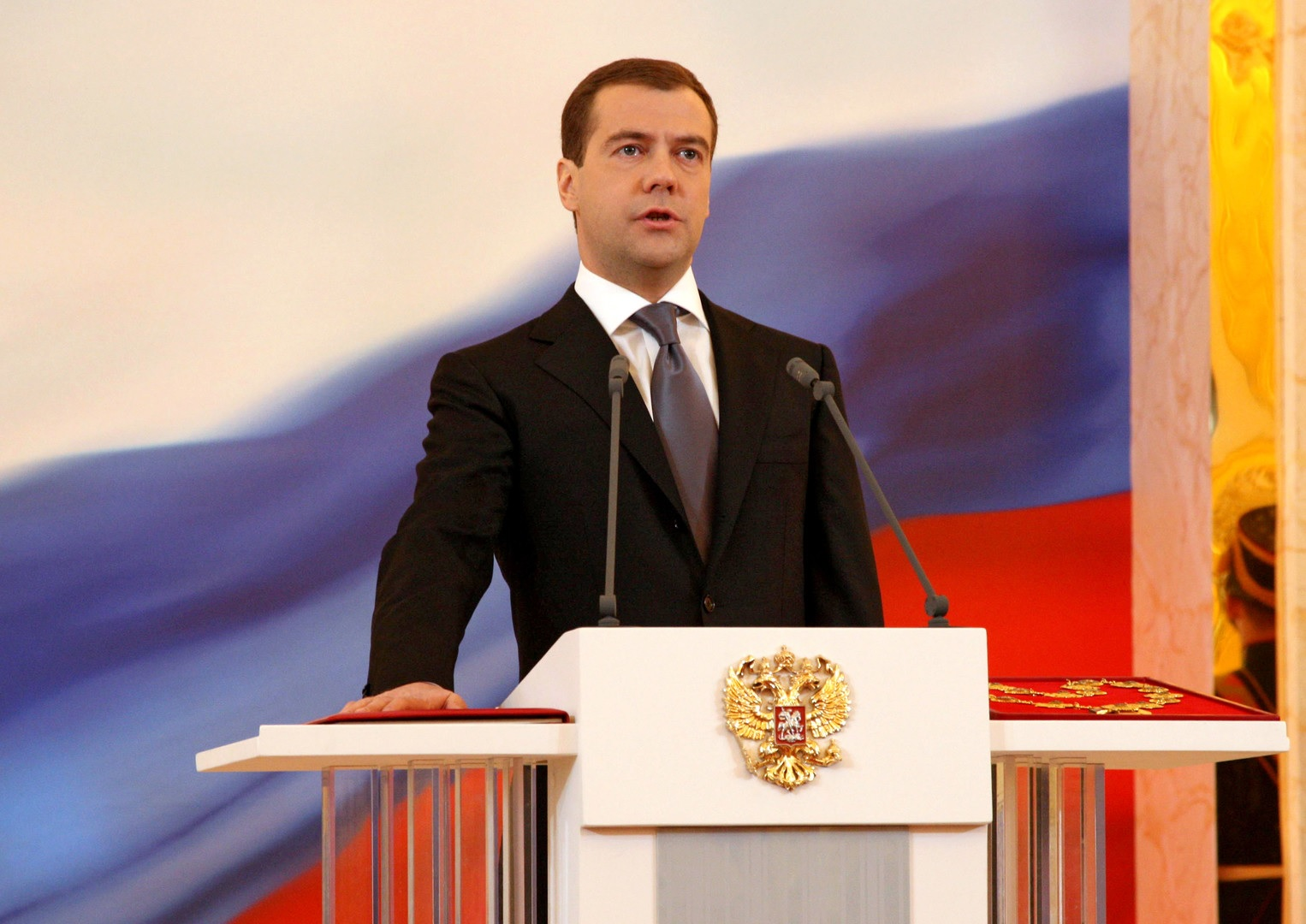
梅德維傑夫手按在副本向憲法宣誓就任總統

2007年12月10日，统一俄罗斯党、公正俄罗斯党、俄罗斯农业党和俄罗斯公民力量党这四个政党联合宣布推举梅德韦杰夫为2008年俄罗斯总统选举候选人，在宣布大会上普京表示他将完全地支持梅德韦杰夫為2008年俄罗斯总统选举候选人，後來梅德韦杰夫順利當選并就任總統後，普京出任總理。

### 总理任期（2012-2020）
2012年俄罗斯总统选举后，普京再次出任总统，梅德韦杰夫获提名为总理，后再接替普京出任统一俄罗斯党主席。
2013年10月23日訪華期间，被中國科學技術大學校长侯建国院士授予荣誉教授的頭銜。
2018年5月8日，俄罗斯国家杜马以374票支持和56票反對，通過總統普京提名梅德韦杰夫為新一屆政府總理的議案。

### 俄罗斯联邦安全会议副主席（2020-今）
2020年1月15日，梅德韦杰夫宣布从政府辞职。随后，普京提名梅德韦杰夫任俄罗斯联邦安全会议副主席，並提名稅務局長米哈伊尔·米舒斯京接任總理。
2022年俄罗斯入侵乌克兰之後，美國財政部的外國資產控制辦公室於4月6日將其列入制裁名單。
9月22日，梅德韦杰夫通过社交媒体表示，俄罗斯已经宣布，对于2022年俄占乌克兰吞并公投后加入俄罗斯的领土，包括战略核武器和新型武器在内的任何俄罗斯武器都可以用于防御。并列出了普京21日在讲话中宣布的俄方决定会产生的一些结果，包括以下三项内容：“一、顿巴斯的几个共和国及其他一些地区将举行全民公投并加入俄罗斯；二、俄武装力量将在很大程度上加强保卫所有已加入俄罗斯的领土；三、俄方已宣布在开展这种保卫行动时可能不只会发挥动员能力，还可能使用俄罗斯的任何武器，包括战略核武器和新武器。”
10月10日，他被烏克蘭國家安全局通緝，罪名是侵犯烏克蘭領土完整和不可侵犯性。12月26日，普京签署命令，设立俄罗斯联邦军事工业委员会第一副主席一职，并任命梅德韦杰夫担任该职。

## 指控
2016年9月，俄罗斯反对派领导人阿列克谢·纳瓦利内发布一个关于据称是梅德韦杰夫奢华达恰的报告，指出他的八十公顷的私人庄园里包括了大量的屋子、一个滑雪道、一个瀑布式的游泳池、三个直升机升降坪和特殊用途的通讯塔。这个豪宅还包括了一个专门养鸭子的屋子，这成为了一件笑柄，使鸭子成为对他抗议贪腐传闻的标志。这个夏宫位置在伏尔加河畔的普廖斯。

## 书籍
《俄罗斯强者之声：普京、梅德韦杰夫、叶利钦演讲大全集》（2016），中国宇航出版社